# Oceanides humeralis
Oceanides humeralis är en insektsart som beskrevs av Ashlock 1966. Oceanides humeralis ingår i släktet Oceanides och familjen fröskinnbaggar. Inga underarter finns listade i Catalogue of Life.